# Ernst Georg Rüegg
Ernst Georg Rüegg (* 21. August 1883 in Mailand; † 20. April 1948 in Männedorf) war ein Schweizer Maler, Zeichner, Grafiker, Illustrator, Kunstpädagoge und Lyriker.

## Leben und Werk

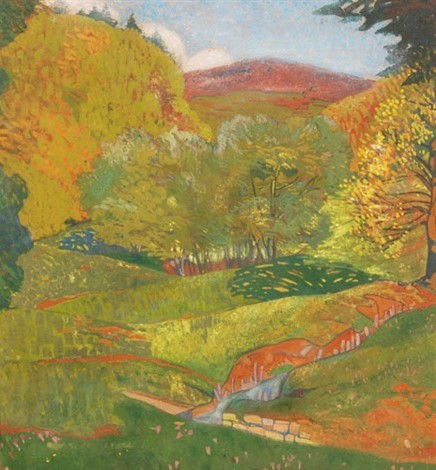
Ernst Georg Rüegg: Stilles Tal, 1910 (42 × 39 cm)

Ernst Georg Rüegg war ein Sohn des Seidenindustriellen Emil und der Karoline, geborene Unterlaus. Nach einer kaufmännischen Lehre besuchte er von 1901 bis 1902 die Kunstgewerbeschule Zürich. 1903 erhielt er erste Kopieraufträge in Mailand und Florenz. Von 1904 bis 1905 studierte er an der Kunstakademie Dresden bei Eugen Bracht und Richard Müller, der ihn besonders beeinflusste. 1906 kehrte er nach Zürich zurück und bildete sich an der von Luise Stadler gegründeten «Stadler-Schule» bei Hermann Gattiker, Hans Sturzenegger und Ernst Würtenberger weiter.
Rüegg heiratete 1907 Maria Wäckerlin († 1938). 1909 veröffentlichte er den Lyrikband Landschaft. Er war Mitglied der Sektion Zürich der Gesellschaft Schweizerischer Maler und Bildhauer (GSAMBA) und ab 1909 der Sammlungskommission der Zürcher Kunstgesellschaft. 1938 wurde er in deren Vorstand berufen. Zu seinen Mäzenen gehörten Richard Kisling, Hermann Reiff und Gustav Hennenberg. Ab 1916 pflegte er auch Kontakt zu Richard Bühler, Hedy Hahnloser und zu den Brüdern Hans Reinhart und Werner Reinhart.
Rüegg unterrichtete von 1909 bis 1913 an der «Stadler-Schule» – dem vormaligen Atelier von Böcklin – und von 1916 bis 1948 an der Kunstgewerbeschule Zürich. Ab 1945 lehrte er auch an der Zürcher Volkshochschule, zusammen mit Paul Bodmer und Karl Otto Hügin.
1942, vier Jahre nach dem Tod seiner ersten Frau, heiratete Rüegg die Ärztin Irène Marton. Mit ihr verbrachte er seine letzten Lebensjahre in Meilen und Hinwil.
Bekannt wurde Rüegg in den 1930er Jahren mit seinen Landschaften und Wandbildern. Er gilt als Grenzgänger zwischen dem Realen und dem Surrealen. 1949, 1950 und 1984 wurden seine Werke in Retrospektiven gezeigt.

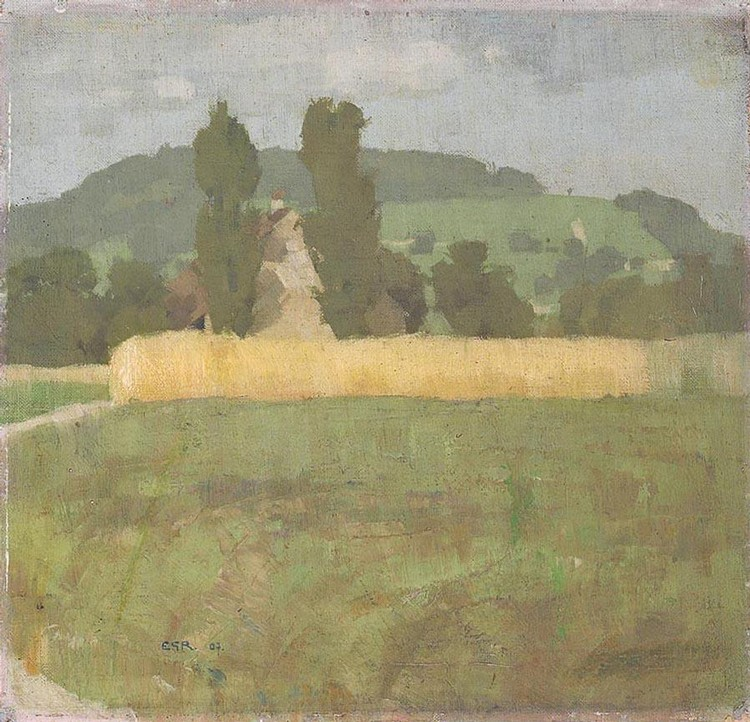
Sommertag, 1907 (25 × 26 cm)
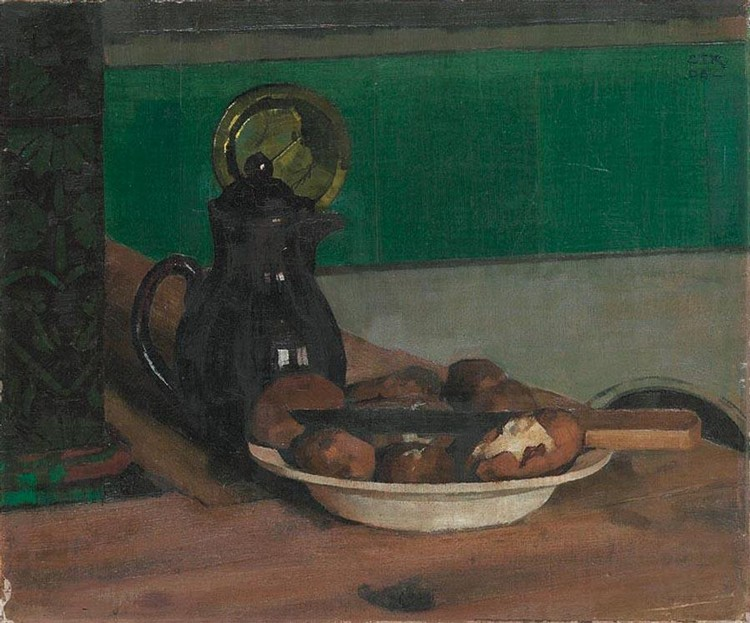
Stillleben mit Kartoffeln (33 × 39 cm)
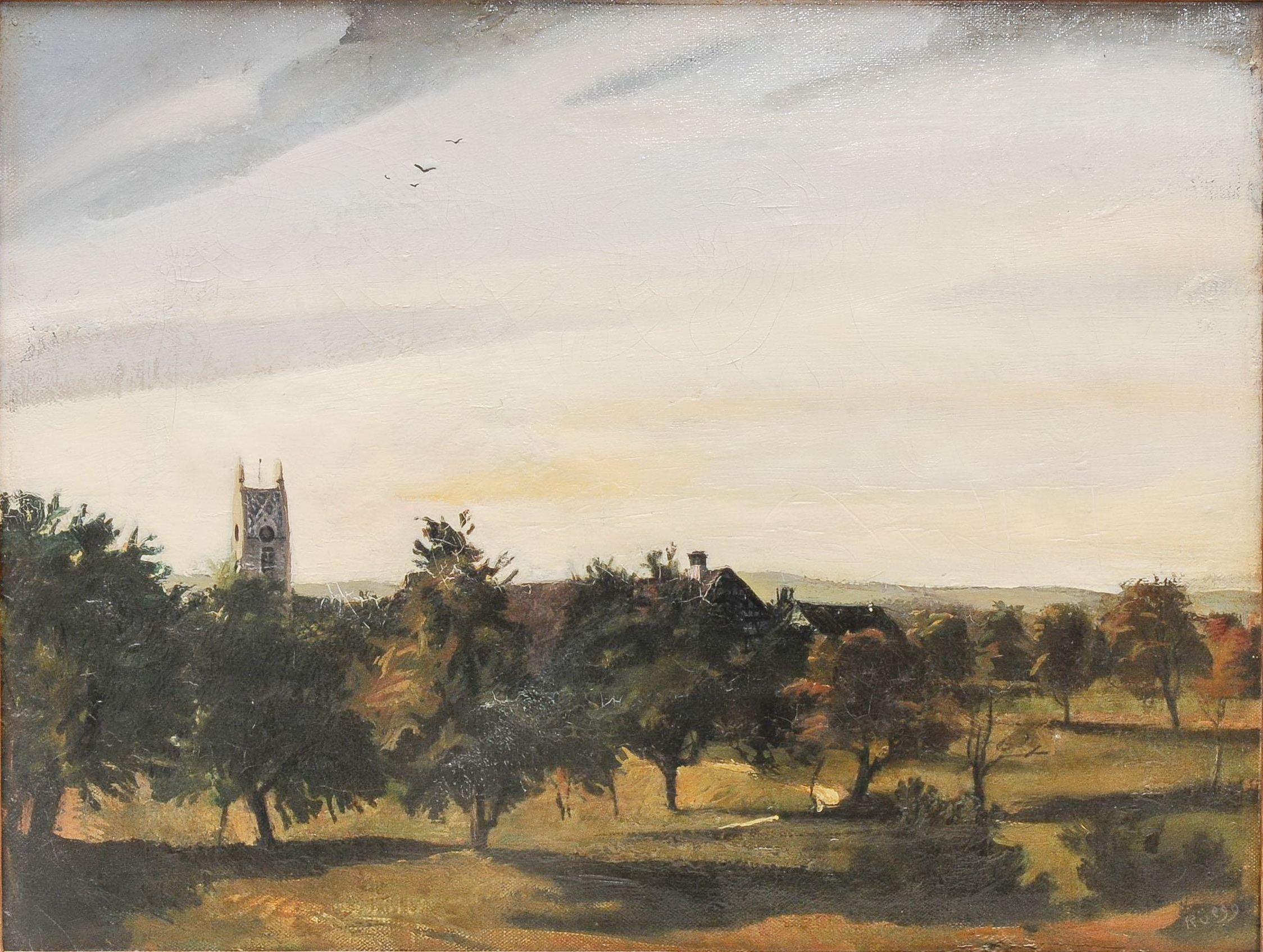
Maur, 1921 (35 × 46 cm)
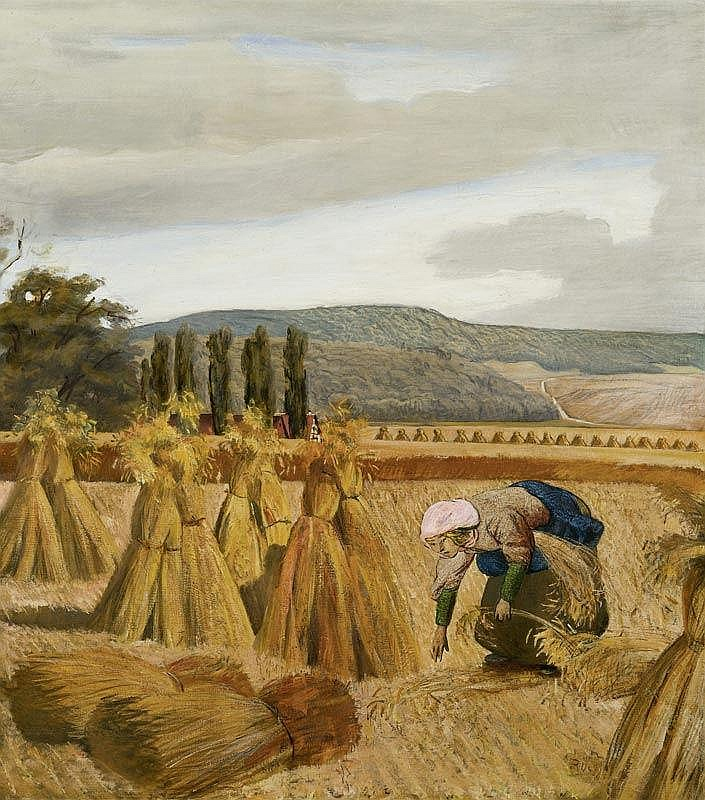
Ährenleserin, um 1939 (108 × 96 cm)
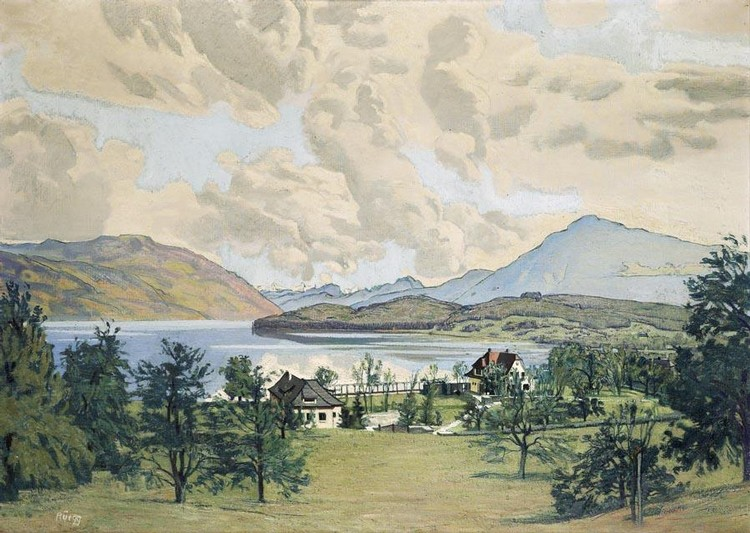
Blick von Risch über den Zugersee auf die Rigi, 1944 (75 × 106 cm)